# Tour du Roi (Vaucouleurs)
La tour du Roi est un édifice situé dans la commune de Vaucouleurs, dans la Meuse en région Grand Est.

## Histoire
Le siècle de la principale campagne de construction est le XIIIe siècle, elle est enclavée dans une maison,.
La Tour du Roi est classée au titre des monuments historiques par arrêté du 14 novembre 1979.

## Description
La tour du Roi est couverte d'un appentis de tuiles creuses.